# Johann Gottlob Theaenus Schneider
 "Johann Gottlob Schneider" omdirigeres hertil. For andre betydninger af Johann Gottlob Schneider, se Johann Gottlob Schneider (flertydig).
Johann Gottlob Theaenus Schneider (født 18. januar 1750 i Collm, død 12. januar 1822 i Breslau) var en tysk filolog.
Schneider blev 1776 professor i Frankfurt a. d. O., men kom 1811 til Breslau, hvor han 1816 tillige blev overbibliotekar. Han rettede især sine studier mod sådanne oldtidsskrifter, der står i forbindelse med naturhistoriske forhold, og leverede flere kommenterede udgaver deraf, for eksempel af Oppianos (1776 og 1813), Ælianos (1784), Nikandros (1792 og 1816) og naturhistoriske skrifter af Aristoteles (4 bind, 1811) og Theofrastos (5 bind, 1818—21). Endvidere kan nævnes udgaver af Xenofon (6 bind, 1790—1815), de latinske Scriptores rei rusticæ (4 bind, 1794—97) og Vitruvius (3 bind, 1807—08) og endelig et stort græsk-tysk leksikon (3. oplag 1819—24).